# Тоёгути, Мэгуми
Мэгуми Тоёгути (яп. 豊口 めぐみ Тоёгути Мэгуми, род. 2 января 1978 года, Токио, Япония) — японская сэйю. Работает в 81 Produce.

## Биография
Окончила факультет звукового искусства колледжа Хатиодзи. Как большая поклонница аниме, ещё со школы стремилась получить место в индустрии озвучивания мультфильмов. Не найдя работу на студиях, устроилась на радио. Во время прослушивания для одной из радиопередач была замечена Сигэру Тиба, который привёл её в компанию 81 produce.

## Значительные роли

### ТВ
- .hack//SIGN — Мимиру
- Alice SOS — Алис
- Asobotto Senki Gokū — Мул
- Avenger — Лэйла Эшли
- Black Cat — Сая Минацуки
- Bleach — Рирука Докугаминэ
- Burn Up Scramble — Рио Кинэдзоно
- Canvas2 ~Niji-iro no Sketch~ — Мами Такэути
- Danganronpa — Дзюнко Эносима, Мукуро Икусаба
- DearS — Руви
- D.Gray-man — Миранда Лотто
- Dual! Parallel Trouble Adventure — Мисс Ра, Мицуки Рара
- Fafner of the Azure — Мёруниа (Аканэ Макабэ)
- Glass Mask — Тайко Касуга
- GUNxSWORD — Банни
- Gunparade Orchestra — Сара Исида
- Hamtaro — Мариа-сан
- Initial D: Fourth Stage — Кёко Ивасэ
- Infinite Ryvius — Рэйко Итикава, Ран Лакмолд, Сэнди Ален, Шарлотта
- Innocent Venus — Рэни Викуро
- Kaikan Phrase — Микако
- Kaleido Star — Манами
- Konjiki no Gash Bell!! — Принцесса Мариру
- L/R: Licensed by Royalty — Срея Пеннилан
- MÄR — Гидо
- Maria-sama ga Miteru — Сэй Сато
  - Maria-sama ga Miteru ~Haru~ — Сэй Сато
  - Maria-sama ni wa Naisho — Сэй Сато
- Miami Guns — Яо Сакуракодзи
- Minami no Shima no Chiisana Hikōki Birdy — Анниэ
- Mobile Suit Gundam SEED — Мириаллия Хоу, Элл
  - Mobile Suit Gundam SEED Destiny — Мириаллия Хоу, Элл
- Nisekoi — Хана Кирисаки[4]
- Petite Princess Yucie — Девушка 2
- Plastic Memories — Кадзуки Куваноми[5]
- Pocket Monsters Diamond & Pearl — Доун (Хикари)
- Requiem from the Darkness — Яэ
- Scrapped Princess — Элфентина
- Sgt. Frog — Мелоди Хани
- Simoun — Алти
- Stellvia — Аяка Матида
- Stratos 4 — Аннэттэ Кэрри
  - Stratos 4 Advance — Аннэтте Кэрри
- Strawberry 100% — Цукаса Нисино
- Super GALS — Ран Котобуки
- Suite PreCure — Сирена / Эллен Курокава / Кюа Бит
- Tsubasa: Reservoir Chronicle — Шарм
- The Third: Aoi Hitomi no Shoujo — Хонока
- Вандред — Парфет Балблейр
- Двенадцать королевств — Тэйэй
- Пираты «Чёрной лагуны» — Ребекка (Реви)
- Ангелы Смерти — Мэг
  - Bakuretsu Tenshi -Tenshi Sairin- — Мэг
- Самурай чамплу — Юри
- Стальной алхимик — Уинри Рокбелл
- Чобиты — Юми Омура

### OVA
- .hack//Intermezzo, .hack//Unison, .hack//GIFT — Мимиру
- Arcade Gamer Fubuki — Хани
- Last Order Final Fantasy VII — Сестра Элены
- JoJo’s Bizarre Adventure — Нэна
- Kirameki Project — Нэнэ
- Le Portrait de Petit Cossette — Сёко Матаки
- One Piece: Defeat the Pirate Ganzak! — Нами
- Стальной Алхимик — Уинри Рокбелл

### Фильмы
- A Tree of Palme — Попо
- Final Fantasy VII: Advent Children — Елена
- Fullmetal Alchemist the Movie: Conqueror of Shamballa — Уинри Рокбелл
- Professor Layton and the Eternal Diva — Амелия Рут
- Ледниковый период 3: Эра динозавров — Элли
- Однажды в Риме — Бет

### Видеоигры
- Assassin’s Creed Unity — Элиза де ла Серр
- Final Fantasy X-2 — Пэйн
- Kingdom Hearts II — Пэйн
- Persona Q: Shadow of the Labyrinth — Юкари Такэба
- Phantasy Star Portable — Вивьен
- Phantasy Star Portable 2 — Вивьен
- Star Ocean: First Departure — Фиа Мелл
- Star Ocean: The Last Hope — Меракл Чамлотте
- The Legend of Zelda: Skyward Sword — Зельда
- Xenoblade Chronicles X — Мёрдересс
- Hatsune Miku: Colorful Stage! — Мать Мафую